# Personen uit het Autisme Spectrum
Personen uit het Autisme Spectrum (PAS) is een Nederlandse zelfstandige vereniging voor en door mensen met een autismespectrumstoornis en een normale tot hoge intelligentie. De doelen van PAS omvatten onder meer informatievoorziening, deskundigheidsbevordering en belangenbehartiging. Veel bestuursleden en vrijwilligers die bijdragen aan PAS zijn zelf mensen met een diagnose in het autismespectrum.

## Geschiedenis
PAS is in 2001 als vereniging begonnen, met als doelen lotgenotencontact en bewustmaking van de problematiek van normaalbegaafde volwassenen met een autismespectrumstoornis, en participatie in besluitvorming rond dit onderwerp. Van 2001 t/m 2003 is gepoogd om samen te werken met de Nederlandse Vereniging voor Autisme (NVA), die plannen had om (mede) een koepelorganisatie te worden, waaronder verschillende verenigingen zouden kunnen samenwerken. Uiteindelijk zijn die plannen niet verwezenlijkt, en stond PAS voor de keuze om onderdeel van de NVA te worden, of zelfstandig door te gaan. Omdat PAS het gevoel had dat het de NVA iets te bieden had, vanuit het perspectief van de volwassene met autisme, is er toen voor gekozen om per 1 januari 2004 als ledengroep van de NVA aan de slag te gaan.
In de daaropvolgende anderhalf jaar bleek echter dat de NVA PAS niet de ruimte wilde bieden om beleidsmatig te participeren en heeft PAS in de zomer van 2006 besloten om als zelfstandige vereniging door te gaan.

## Activiteiten
PAS onderneemt diverse activiteiten voor diens doelgroep. Deze activiteiten vinden plaats op verscheidene plaatsen in Nederland.
ContactdagenDe populairste activiteiten zijn de landelijke contactdagen. Op deze contactdagen kunnen mensen met autisme op een gezellige en informele wijze in contact komen met lotgenoten. De contactdagen vinden, gespreid over het hele jaar, plaats in diverse plaatsen waaronder; Alkmaar, Utrecht, Nijmegen, Weert, 's-Hertogenbosch, Leiden en Zwolle.
AFWASAFWAS staat voor Algemene Federatie van Wandelaars uit het Autisme Spectrum. Onder deze naam worden wandelingen georganiseerd voor mensen met autisme.
MASSAMASSA staat voor Mensen in het Autismespectrum Samen Actief. Onder deze noemer worden gezamenlijke activiteiten georganiseerd zoals een bezoek aan een museum of pretpark.
GespreksgroepenIn bepaalde plaatsen zijn gespreksgroepen opgezet. Dit zijn besloten lotgenotengroepen die met een vastgestelde frequentie bijeenkomen en waarin gepraat wordt over thema's en onderwerpen die de deelnemers bezighouden.

## Wiki PAS-Nederland
PAS was de initiatiefnemer van de wiki.pasnederland.nl, een wiki gericht op het verzamelen van kennis en informatie rondom de doelgroep van PAS. Deze wiki is niet meer online.